# RER (magazine)
 (février 2025).
Pour les articles homonymes, voir RER.
 (5 septembre 2019).
 (septembre 2023).
- Si vous ne connaissez pas le sujet, laissez ce bandeau (vous pouvez alors contacter les auteurs).
- Si vous supprimez le contenu mis en cause (vous pouvez préalablement contacter les auteurs),

argumentez précisément cette suppression dans la page de discussion
(un manque de référence n'est pas un argument ; une recherche réelle de référence doit avoir été effectuée, être formellement documentée).
Le magazine RER est un magazine français de culture urbaine.
Sa parution était prévue en 1995, mais les grèves post Juppé ont repoussé son lancement jusqu'au printemps 1996. 
À l'époque, L'Affiche existait déjà, une ancienne revue gratuite qui avait conservé les usages du genre, par exemple en vendant ses couvertures contre de l'affichage. Et même si RER s'est rapproché au fil du temps de la musique urbaine, une partie de son contenu est restée généraliste.

RER est donc le premier magazine français de culture urbaine, le premier magazine de musique à aussi introduire dans ses pages, dès le no 1, du sport, de la mode et du shopping, un principe qui sera ensuite adopté par ses concurrents nés dans les mois qui suivent: Groove et Radikal.

RER, même avec une "attitude à l'ancienne", n'a jamais vendu une seule couverture, ce qui est également le cas des affiches publiques. Cela démontre une totale défiance envers la tendance marketing de l'époque. Toutefois, plus tard, RER a tout de même pu faire des couvertures en collaboration avec Rakim, A Tribe Called Quest ou KRS One, quand ses concurrents s'alignaient sur les désirs des maisons de disques afin de promouvoir le rap français émergent (Secteur Ä, Saïan Supa Crew, etc.).

## Liste des numéros[2][sourceinsuffisante]

### RER: Rap et Ragga
| Numéro | Couverture                                      | Date                         | Prix      |
| ------ | ----------------------------------------------- | ---------------------------- | --------- |
| no 01  | 2 Pac                                           | Avril 1996                   | 25 Francs |
| no 02  | Nas                                             | Juin 1996                    | 25 Francs |
| no 03  | The Roots                                       | Septembre 1996               | 25 Francs |
| no 04  | Chuck D                                         | Novembre 1996                | 25 Francs |
| no 05  | Snoop Doggy Dogg                                | Décembre 1996 - Janvier 1997 | 25 Francs |
| no 06  | Ice Cube                                        | Février 1997                 | 25 Francs |
| no 07  | IAM                                             | Mars 1997                    | 25 Francs |
| no 08  | KRS One                                         | Avril 1997                   | 25 Francs |
| no 09  | Wu-Tang Clan (Logo)                             | Mai 1997                     | 25 Francs |
| no 10  | Secteur Ä                                       | Juin 1997                    | 25 Francs |
| no 11  | B-Real de Cypress Hill                          | Juillet 1997 - Août 1997     | 25 Francs |
| no 12  | Raggasonic                                      | Septembre 1997               | 25 Francs |
| no 13  | EPMD                                            | Octobre 1997                 | 25 Francs |
| no 14  | The Firm                                        | Novembre 1997                | 25 Francs |
| no 15  | Rakim                                           | Décembre 1997                | 25 Francs |
| no 16  | Gang Starr                                      | Février 1998                 | 25 Francs |
| no 17  | Das EFX                                         | Mars 1998                    | 25 Francs |
| no 18  | Suprême NTM                                     | Avril 1998                   | 25 Francs |
| no 19  | Oxmo Puccino / Shurik'N                         | Mai 1998                     | 25 Francs |
| no 20  | A Tribe Called Quest                            | Juin 1998                    | 25 Francs |
| no 21  | Busta Flex / Kool Shen / Zoxea                  | Juillet 1998 - Août 1998     | 25 Francs |
| no 22  | Passi / Jamel Debbouze                          | Septembre 1998               | 25 Francs |
| no 23  | Cut Killer / Fabe                               | Octobre 1998                 | 25 Francs |
| no 24  | Doc Gynéco / Rockin' Squat / Calbo              | Novembre 1998                | 25 Francs |
| no 25  | Bisso Na Bisso                                  | Décembre 1998                | 25 Francs |
| no 26  | Zoxea / Anelka                                  | Février 1999                 | 25 Francs |
| no 27  | Freeman / Faf Larage                            | Mars 1999                    | 25 Francs |
| no 28  | Joey Starr                                      | Avril 1999                   | 25 Francs |
| no 29  | Mafia Trece                                     | Mai 1999                     | 25 Francs |
| no 30  | Def Bond / Big Red / La Brigade / Rahzel        | Juin 1999                    | 25 Francs |
| no 31  | Snoop Doggy Dogg                                | Juillet 1999 - Août 1999     | 25 Francs |
| no 32  | EPMD / Joey Starr / Lady Laistee / Public Enemy | Septembre 1999               | 25 Francs |
| no 33  | Stomy Bugsy                                     | Octobre 1999                 | 25 Francs |
| no 34  | Method Man / Redman                             | Novembre 1999                | 25 Francs |
| no 35  | Calbo / Busta Flex / Pit Baccardi               | Décembre 1999                | 25 Francs |

### RER: Rap et Ragga (Nouvelle série)
| Numéro | Couverture                         | Date                       | Prix      |
| ------ | ---------------------------------- | -------------------------- | --------- |
| no 01  | KDD                                | Juin 2000                  | 39 Francs |
| no 02  | Akhénaton                          | Juillet 2000               | 39 Francs |
| no 03  | Saïan Supa Crew                    | Août 2000 - Septembre 2000 | 39 Francs |
| no 04  | 113 / Manu Key                     | Octobre 2000               | 39 Francs |
| no 05  | Joey Starr                         | Novembre 2000              | 39 Francs |
| no 06  | Wu-Tang Clan                       | Décembre 2000              | 39 Francs |
| no 07  | Dr Dre / Eminem / Snoop Doggy Dogg | Janvier 2001               | 39 Francs |
| no 08  | Hamed Daye                         | Février 2001               | 39 Francs |
| no 09  | Salif                              | Mars 2001                  | 39 Francs |
| no 10  | Passi                              | Avril 2001                 | 49 Francs |

### RER: Rap et Rap (1erchangementde nom)
| Numéro | Couverture             | Date     | Prix      |
| ------ | ---------------------- | -------- | --------- |
| no 11  | Oxmo Puccino / Freeman | Mai 2001 | 39 Francs |

### RER: Rap et Rue (2echangementde nom)
| Numéro | Couverture      | Date                        | Prix      |
| ------ | --------------- | --------------------------- | --------- |
| no 12  | Fonky Family    | Juin 2001                   | 39 Francs |
| no 13  | Dr. Dre         | Juillet 2001 - Août 2001    | 39 Francs |
| no 14  | Akhénaton       | Septembre 2001              | 39 Francs |
| no 15  | Saïan Supa Crew | Octobre 2001                | 49 Francs |
| no 16  | Sully Sefil     | Novembre 2001               | 39 Francs |
| no 17  | De La Soul      | Décembre 2001               | 39 Francs |
| no 18  | Eve             | Janvier 2002 - Février 2002 | 39 Francs |